# Tenue de soirée (émission de télévision)
Pour les articles homonymes, voir Tenue de soirée.
Tenue de soirée est une émission de télévision de variétés présentée par Michel Drucker et diffusée sur France 2 entre 2006 et 2008. Chaque édition était retransmise en direct depuis une ville de France différente, un samedi par mois en première partie de soirée.

## Liste des émissions

### Saison 2006-2007
- 16 septembre 2006 : Lyon
- 21 octobre 2006 : Marseille
- 25 novembre 2006 : Caen
- 23 décembre 2006 : Lille
- 3 février 2007 : Bordeaux
- 3 mars 2007 : Nancy
- 19 mai 2007 : Cannes : à l'occasion du 60e anniversaire du festival de Cannes[1]
- 2 juin 2007 : Monaco

### Saison 2007-2008
- 29 septembre 2007 : La Rochelle
- 27 octobre 2007 : Montpellier: avec Danseurs de la Compagnie d'Anne Marie Porras
- 24 novembre 2007 : Nantes
- 2 février 2008 : Courchevel: un spécial patinage artistique avec le patineur français Brian Joubert, Alban Préaubert et la patineuse italienne Valentina Marchei.
- 15 mars 2008 : Bruxelles
- 17 mai 2008 :  Avignon